# Mundarlo
Mundarlo är en ort i Australien. Den ligger i kommunen Gundagai och delstaten New South Wales, i den sydöstra delen av landet, omkring 340 kilometer sydväst om delstatshuvudstaden Sydney. Antalet invånare är 217.
Trakten runt Mundarlo är nära nog obefolkad, med mindre än två invånare per kvadratkilometer.. Närmaste större samhälle är Borambola, omkring 16 kilometer sydväst om Mundarlo.
Trakten runt Mundarlo består till största delen av jordbruksmark. Genomsnittlig årsnederbörd är 867 millimeter. Den regnigaste månaden är mars, med i genomsnitt 113 mm nederbörd, och den torraste är oktober, med 42 mm nederbörd.